# Oleje półschnące
Oleje półschnące – oleje roślinne, które do pełnego stwardnienia potrzebują wstępnej polimeryzacji. Proces schnięcia można również znacznie przyspieszyć przez dodatek działających katalitycznie związków ciężkich metali (głównie ołowiu, srebra, manganu czy kobaltu).
Zjawisko „schnięcia” olejów nie jest dotychczas w pełni wyjaśnione i opisane, miało jednak od dawna spore znaczenie praktyczne – zwłaszcza ze względu na możliwość produkcji trwałych i wodoodpornych farb, lakierów, impregnatów i „naturalnych” mas plastycznych (np. linoleum).

## Wybrane roślinne oleje półschnące
- olej andiroba
- olej arganowy
- olej calophyllum
- olej morelowy
- olej z orzechów arachidowych (łac. Oleum Arachidis)[1]
- olej sezamowy (łac. Oleum Sezami)[1]
- olej z krokosza barwierskiego (łac. Oleum Carthami)[1]
- olej sojowy (łac. Oleum Sojae)[1]
- olej słonecznikowy (łac. Oleum Helianthi)[1]
- olej rzepakowy (łac. Oleum Rapae)[1]
- olej bawełniany (łac. Oleum Gossypii)[1]